# Carly Chaikin

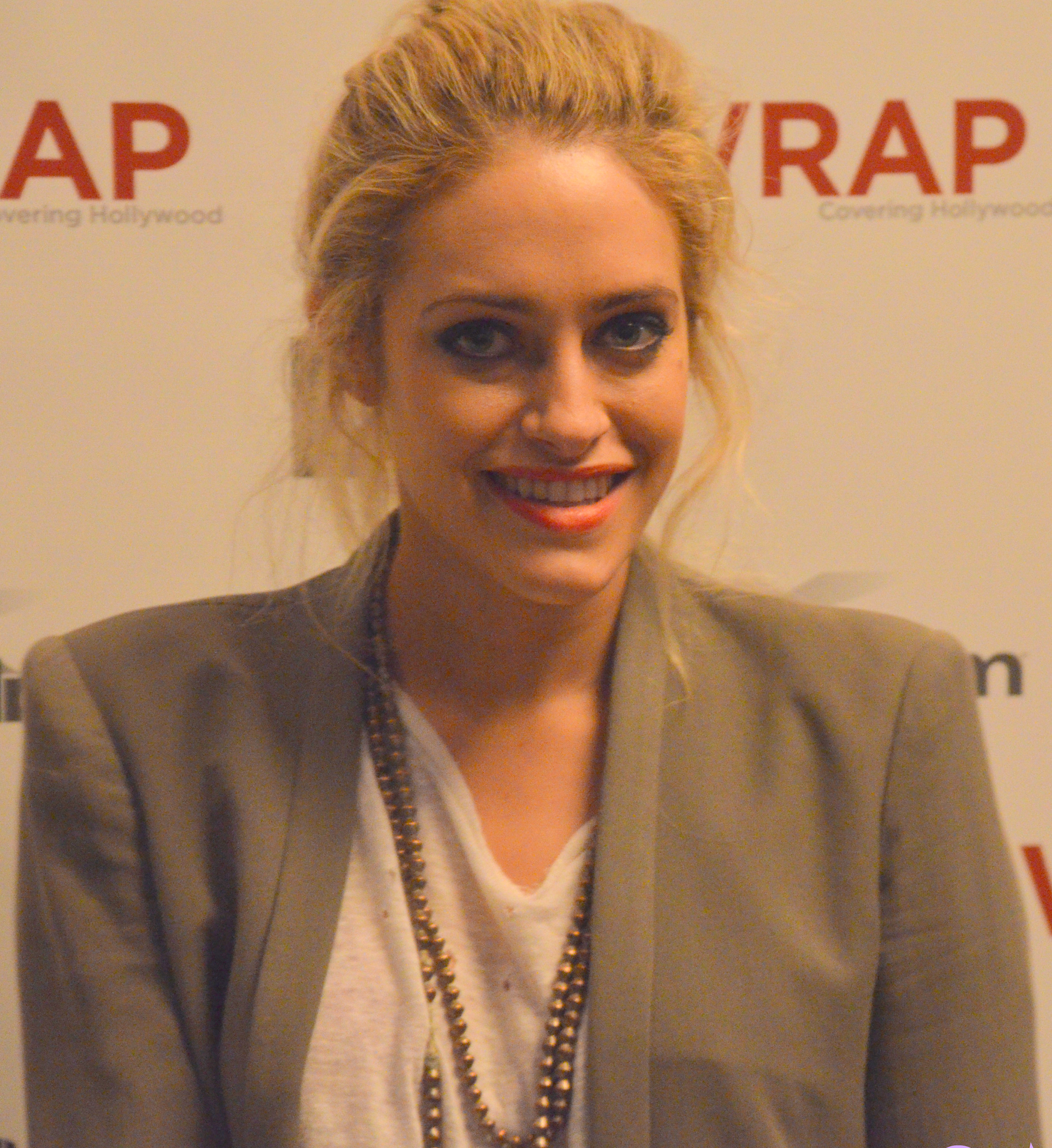
Carly Chaikin (2012)

Carly Hannah Chaikin (* 26. März 1990 in Santa Monica, Kalifornien) ist eine US-amerikanische Schauspielerin.

## Leben
Carly Chaikin wurde 1990 in Santa Monica, im US-Bundesstaat Kalifornien geboren. Sie besuchte die Archer School for Girls und die New Roads School. Chaikin wollte schon seit ihrem elften Lebensjahr Schauspielerin werden. Im Jahre 2009 spielte sie ihre erste Rolle in The Consultants. Danach spielte sie neben Miley Cyrus in Mit Dir an meiner Seite die Rolle der Blaze. Des Weiteren trat sie schon in verschiedenen Independentfilmen auf. Von 2011 bis 2014 hatte sie in der Sitcom Suburgatory die Rolle der Dalia Royce inne. Für diese Rolle erhielt sie 2013 zwei Nominierungen für einen Teen Choice Award und für einen Critics’ Choice Television Award. 2015 bis 2019 war sie in der Fernsehserie Mr. Robot in einer Hauptrolle als Darlene zu sehen.

## Filmografie (Auswahl)
- 2009: The Consultants
- 2010: Mit Dir an meiner Seite (The Last Song)
- 2011: Escapee – Nichts kann ihn stoppen (Escapee)
- 2011–2014: Suburgatory (Fernsehserie, 50 Folgen)
- 2012: NTSF:SD:SUV:: (Fernsehserie, Folge 2x01)
- 2012: Harder Than It Looks (Fernsehserie, 2 Folgen)
- 2012: My Uncle Rafael
- 2012: Nowhere to Go (Kurzfilm)
- 2013: In a World … – Die Macht der Stimme (In a World …)
- 2015: Böses Blut (Bad Blood)
- 2015: Maron (Fernsehserie, Folge 3x08)
- 2015–2019: Mr. Robot (Fernsehserie, 42 Folgen)
- 2016: Project Sammy's Way (Fernsehserie)
- 2017: People You May Know
- 2018: Social Animals
- 2018: Into the Dark (Fernsehserie, Folge 1x04 Neues Jahr, neues Du)
- 2020: Last Moment of Clarity
- 2021: It's All in Your Head (Kurzfilm)
- 2022: Daniel's Gotta Die

## Nominierungen
- 2013: Teen-Choice-Award-Nominierung in der Kategorie „Choice TV Villain“ für Suburgatory
- 2013: Critics’-Choice-Television-Award-Nominierung in der Kategorie „Best Supporting Actress in a Comedy Series“ für Suburgatory
- 2021: Chicago Indie Film Award in der Kategorie „Best Actress“ für It's All in Your Head